# Lavater (cheval)
Pour les articles homonymes, voir Lavater.
Lavater (né en 1867, mort en 1887) est un étalon trotteur français. Il est notamment le grand-père maternel de Fuschia. Sa lignée mâle disparaît au XXe siècle.

## Carrière
Lavater naît en 1867, au haras de Serquigny (Eure), chez le marquis de Croix. Il ne participe à aucune course en raison de la guerre franco-allemande de 1870 (le calendrier des courses est suspendu du 14 août 1870 au 9 juillet 1871). Il meurt en 1887.

## Description
Sa robe est bai-brun. Il est réputé « peu séduisant » en raison de son aspect commun, de ses lignes courtes, de sa ligne du dessous et de ses tissus grossiers. En revanche, il est ample, exceptionnellement musclé et doté de gros moyens.

## Origines
La paternité de Lavater est discutée entre l'étalon Y., un demi-sang noir, fils de The Norfolk Phœnomenon, et le demi-sang bai-brun Crocus,,. Candelaria, mère de Lavater, était une jument anglaise que le général Fleury avait offerte au marquis de Croix. 

## Descendance
Il est le père de 103 trotteurs. Tigris est considéré comme son meilleur fils. Il a particulièrement réussi en croisement avec les filles de l'étalon The Heir of Linne.
Il est considéré l'un des six chefs de race du Trotteur français au début des années 1900,, mais sa lignée mâle disparaît quelques décennies plus tard. Il s'est bien reproduit avec les filles de l'étalon The Heir of Linne, et des juments Pur-sang issues des lignées de Phaéton et de Conquérant,. Avec la jument Sympathie, il donne naissance à Rêveuse, la mère de Fuschia.
Visualiser la lignée de Lavater sous forme de graphe

Alban d'Hauthuille, dans son étude Les courses de chevaux parue en 1982 dans la collection des PUF Que sais-je ?, signale cinq de trotteurs français issus de croisements entre le trotteur Norfolk et le Pur-sang, tous nés autour de 1870, comme étant les piliers de la race du Trotteur français : Lavater est l'un d'entre eux.